# Акпатлавук
Акпатлавук — нефтегазовое месторождение в Туркменистане. Расположено в Балканской области, в юго-западной части страны, на западе от города Этрек. Открыто в 1991 году. Относится к Западно-Туркменской нефтегазоносной области. Нефтеносность связана с отложениям плиоценового возраста. Залежи на глубине 2,1-4,2 км. Начальные запасы нефти составляет 50 млн тонн. Оператором месторождения являются туркменская нефтяная компания Туркменнефть и её НГДУ Кеймир. Добыча нефти 2008 году составила 0,45 млн тонн, а газа 1,5 млн. м3.